# Heike Hohlbein
Heike Hohlbein, née le 3 novembre 1954 à Neuss en Rhénanie du Nord-Westphalie, est une écrivaine allemande de science-fiction, de fantasy et de littérature jeunesse. Elle est l'épouse de l'écrivain allemand Wolfgang Hohlbein, également spécialisé dans la fantasy et science-fiction. Ensemble, ils comptent parmi les auteurs les plus titrés du genre de la littérature fantastique en Allemagne.

## Biographie
Heike Hohlbein naît le 3 novembre 1954 à Neuss, en Rhénanie du Nord-Westphalie. En 1971, elle rencontre Wolfgang Hohlbein, qu'elle épouse 3 ans plus tard. Ils fondent une famille ensemble et ont 6 enfants. Leur fille Rebecca Hohlbein (de), née en 1977, devient elle-même écrivaine.
En 2014, la chaîne de télévision allemande RTL II lance une émission de téléréalité intitulée Die Hohlbeins - Eine total fantastische Familie (Les Hohlbein, une famille fantastique), dans laquelle apparaît la vie de la famille Hohlbein, dans un format docusoap. L'émission attire environ 910 000 téléspectateurs pour le premier épisode, mais après une baisse rapide du nombre de téléspectateurs et des critiques négatives reprochant à l'émission d'être trop triviale et ennuyeuse, elle est annulée peu de temps après.

## Œuvre
Heike Hohlbein est créditée comme co-autrice de nombreux livres de Wolfgang Hohlbein. Elle est sans doute sa plus grande fournisseuse d'idées, en particulier dans le genre fantastique. Ensemble, ils sont les auteurs de fantasy les plus célèbres d'Allemagne et comptent dans leur bibliothèque à romans des genres très variés - thrillers, horreur, science-fiction, livres pour enfants et romans historiques. Ils ont publié plus de 200 livres et en ont vendu plus de 44 millions d'exemplaires. Également connues internationalement, leurs œuvres ont été traduites dans plusieurs langues du monde entier. La seule exception est la langue anglaise, dans laquelle seul leur plus grand succès Märchenmond (de son titre anglais : Magic Moon) a été traduit. Ce dernier ouvrage a reçu deux prix prestigieux : Preis der Leseratten (de) et le Phantastik-Preis der Stadt Wetzlar.
En s'inspirant fortement de l'héritage de la culture internationale du genre fantastique, Heike et Wolfgang Hohlbein ont réussi à s'emparer du genre en élaborant leur propre univers au sein de la littérature allemande pour jeunesse.

## Publications
(en tant que co-autrice)

### Romans autonomes
- Laurin, Ueberreuter, 2016, 400 p. (ISBN 3-76417058-1)
- Die Schneekönigin, arsÉdition, 2015, 224 p. (ISBN 3-84581202-8)
- Silberhorn, Uberreuter, 2009, 558 p. (ISBN 3-8000-5448-5)
- Das Buch, Ueberreuter, août 2003, 859 p. (ISBN 3-8000-2997-9)
- Der Greif, Ueberreuter, 1989, 612 p. (ISBN 3-8000-2052-1)
- Die Bedrohung, Heine, 1994, 607 p. (ISBN 3-453-72061-X)
- Die Heldenmutter : Fantasy-Roman, Lubbe, 1985, 589 p. (ISBN 3-404-25267-5)
- Die Prophezeiung, Ueberreuter, 1985, 480 p. (ISBN 3-8000-5043-9)
- Drachenfeuer : eine phantastische Geschichte, Ueberreuter, 1988, 527 p. (ISBN 3-8000-2295-8)
- Dreizehn, Arène, 1985, 586 p. (ISBN 3-401-02897-9)
- Elfentanz, Carlsen, 1984, 586 p. (ISBN 3-401-02897-9)
- Katzenwinter, Ueberreuter, 1997, 417 p. (ISBN 3-8000-5069-2)
- Kein Platz mehr im Hundehimmel, Ueberreuter, 1986 (2004), 155 p. (ISBN 3-8000-5111-7)
- Krieg der Engel, Ueberreuter, 1999, 563 p. (ISBN 3-8000-5137-0)
- Midgard, Carlsen, 1997, 363 p. (ISBN 3-551-36373-0)
- Schattenjagd, Heine, 1996, 504 p. (ISBN 3-453-53005-5)
- Spiegelzeit, Heine, 1991, 509 p. (ISBN 3-453-18925-6)
- Teufelchen, Thienemann Edition, 1997, 141 p. (ISBN 3-522-17297-3)
- Unterland, Ueberreuter, 1992, 789 p. (ISBN 3-8000-2057-2)

### Autres
- Die tote Stadt, Ueberreuter, 2004, 431 p. (ISBN 3-8000-5073-0)
- Im dunklen Land, Ueberreuter, 2004, 395 p. (ISBN 3-8000-5087-0)
- Der Thron von Tiernan, Ueberreuter, 2004, 443 p. (ISBN 3-8000-5088-9)
- Der Gott der Elder, Ueberreuter, 2004, 491 p. (ISBN 3-8000-5089-7)

### La Légende de Camelot
- Gralszauber, Ueberreuter, 2000, 206 p. (ISBN 3-8000-2661-9)
- Elbenschwert, Ueberreuter, 2001, 142 p. (ISBN 3-8000-2678-3)
- Runenschild, Ueberreuter, 2002, 455 p. (ISBN 3-8000-2774-7)
- Die Legende de Camelot Sonderausgabe (Vol. I à III), Ueberreuter, 2005, 467 p. (ISBN 3-8000-5166-4)

### Drachenthal
- Die Entdeckung, Ueberreuter, 2002, 159 p. (ISBN 3-8000-2058-0)
- Das Labyrinth, Ueberreuter, 2003, 139 p. (ISBN 3-8000-2077-7)
- Die Zauberkugel, Ueberreuter, 2003, 137 p. (ISBN 3-8000-5032-3)
- Das Spiegelkabinett, Ueberreuter, 2004, 135 p. (ISBN 3-8000-5042-0)
- Die Rückkehr, Ueberreuter, 2007, 207 p. (ISBN 3-8000-5105-2)

### Märchenmond
- Märchenmond, Ueberreuter, 1983, 395 p. (ISBN 3-8000-2891-3)
- Märchenmonds Kinder, Ueberreuter, 1990, 528 p. (ISBN 3-8000-2889-1)
- Märchenmonds Erben, Ueberreuter, 1998, 531 p. (ISBN 3-8000-2890-5)
- Das Märchen von Märchenmond, Ueberreuter, 1999, 61 p. (ISBN 3-8000-2607-4)
- Die Zauberin von Märchenmond, Ueberreuter, 2005, 863 p. (ISBN 3-8000-5175-3)

Les tomes I à III ont été traduits en anglais :
- Magic Moon (en), Tokyopop, 2006, (ISBN 1-59816-452-X)
- Children of Magic Moon (en), Tokyopop, 2007, (ISBN 1-59816-453-8)
- Legacy of Magic Moon, Tokyopop, 2008, (ISBN 1-59816-454-6)

### Norg
- Norg : im verbotenen Land, Thienemann, 2002, 172 p. (ISBN 3-522-17493-3)
- Norg im Tal des Ungeheuers, Thienemann, 2003, 172 p. (ISBN 3-522-17510-7)

### Traductions françaises
- La Chronique des immortels (trad. de l'allemand par Pascale Hervieux), t. 1 : Au bord du gouffre, Nantes, Éditions L'Atalante, coll. « La Dentelle du cygne », 2007, 2e éd., 283 p. (ISBN 978-2-84172-360-7)
- La Chronique des immortels (trad. de l'allemand par Pascale Hervieux), t. 2 : Le Vampyre, Nantes, France, Éditions L'Atalante, coll. « La Dentelle du cygne », 2007, 279 p. (ISBN 978-2-84172-374-4)
- La Chronique des immortels (trad. de l'allemand par Pascale Hervieux), t. 3 : Le Coup de grâce, Nantes, Éditions L'Atalante, coll. « La Dentelle du cygne », 2008, 312 p. (ISBN 978-2-84172-407-9)
- La Chronique des immortels (trad. de l'allemand par Pascale Hervieux), t. 4 : Le Crépuscule, Nantes, Éditions L'Atalante, coll. « La Dentelle du cygne », 2008, 363 p. (ISBN 978-2-84172-438-3)
- La Chronique des immortels (trad. de l'allemand par Pascale Hervieux), t. 5 : Les Catacombes de Vienne, Nantes, Éditions L'Atalante, coll. « La Dentelle du cygne », 2009, 311 p. (ISBN 978-2-84172-464-2)
- La Chronique des immortels (trad. de l'allemand par Pascale Hervieux), t. 6 : La Comtesse des neiges, Nantes, Éditions L'Atalante, coll. « La Dentelle du cygne », 2009, 352 p. (ISBN 978-2-84172-488-8)
- La Chronique des immortels (trad. de l'allemand par Pascale Hervieux), t. 7 : Le Fugitif, Nantes, Éditions L'Atalante, coll. « La Dentelle du cygne », 2010, 416 p. (ISBN 978-2-84172-508-3)
- La Chronique des immortels (trad. de l'allemand par Pascale Hervieux), t. 8 : Les Maudits, Nantes, Éditions L'Atalante, coll. « La Dentelle du cygne », 2011, 476 p. (ISBN 978-2-84172-539-7)

## Prix littéraires
- 1982 : Phantastik-Preis der Stadt Wetzlar (prix du roman fantastique de la ville de Wetzlar) pour leur roman Märchenmond.
- 1983 : Preis der Leseratten (de) (prix de Rats de bibliothèque) pour leur roman Märchenmond[2].